# Szabadegyháza
Szabadegyháza è un comune ungherese di 2.237 abitanti (dati 2001). È situato nella contea di Fejér.